# Upeneus pori
 Upeneus pori és una espècie de peix de la família dels múl·lids i de l'ordre dels perciformes.

## Morfologia
Els mascles poden assolir els 19 cm de longitud total.

## Distribució geogràfica
Es troba des del Mar Roig fins al sud d'Oman. També ha entrat a la Mediterrània a través del Canal de Suez (Migració lessepsiana).